# Gaillon-sur-Montcient
Gaillon-sur-Montcient é uma comuna francesa na região administrativa da Île-de-France, no departamento de Yvelines. A comuna possui 599 habitantes segundo o censo de 1990.